# Branche (botanique)
Pour les articles homonymes, voir Branche.

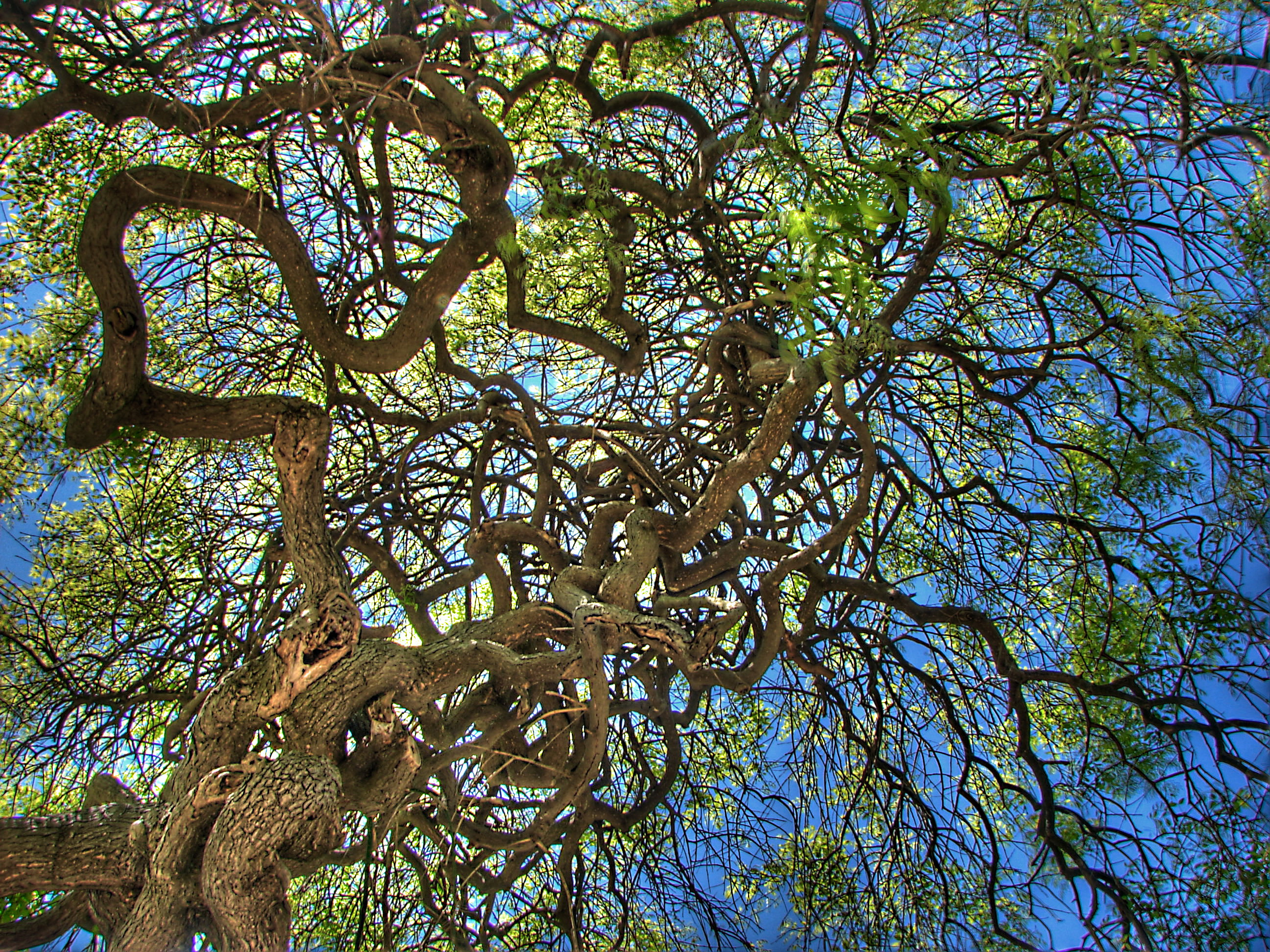
Chaque espèce ou famille a une forme et structure de branche particulière (ici : houppier de Morus, parc d'Emirgan à Istanbul.

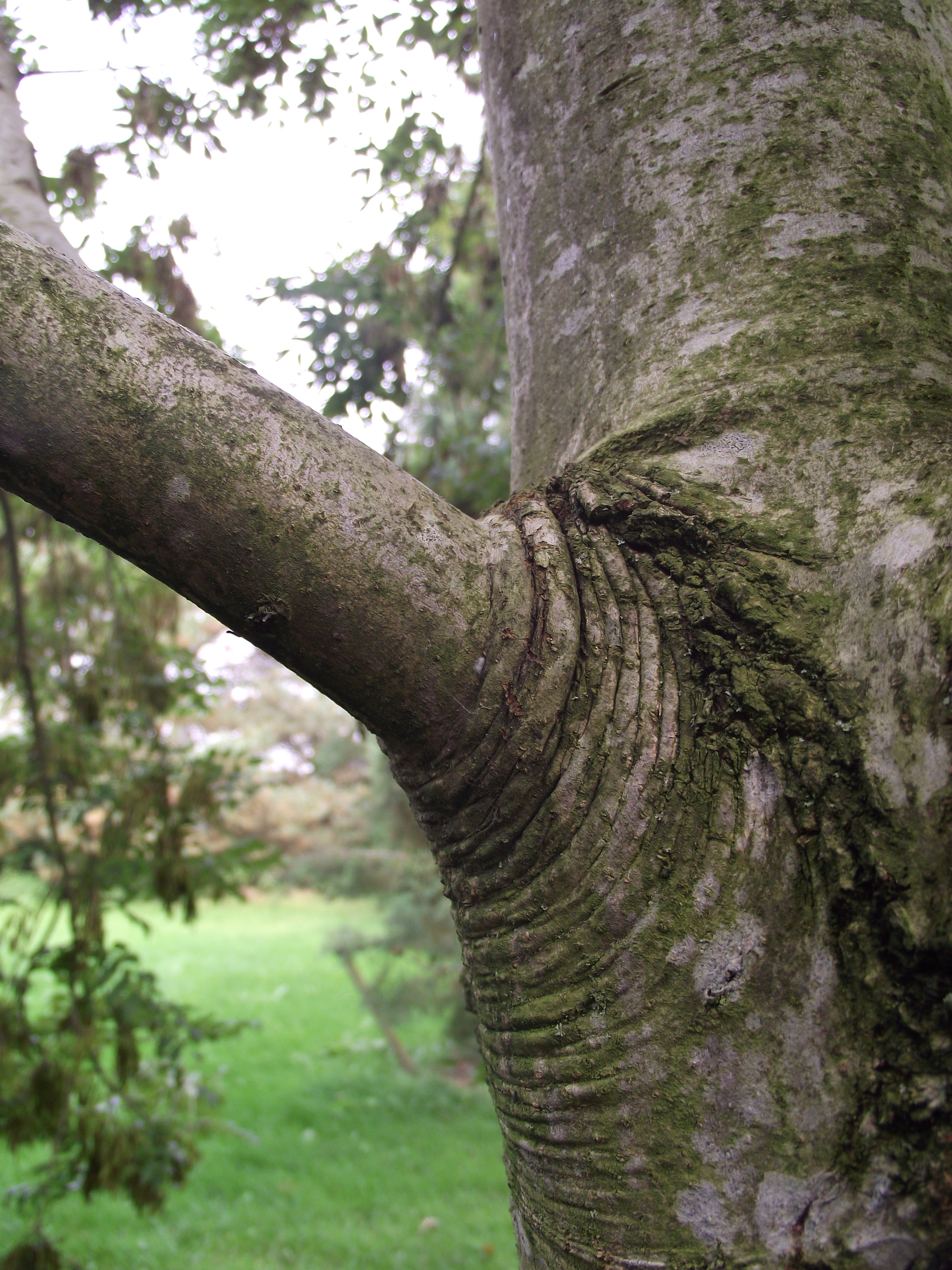
La est caractérisée à son aisselle par une crête (rides d’écorce plissée bien visibles à la partie supérieure de la jonction) et dessous une faible déformation appelée « collier » (col ou empattement) de la branche.

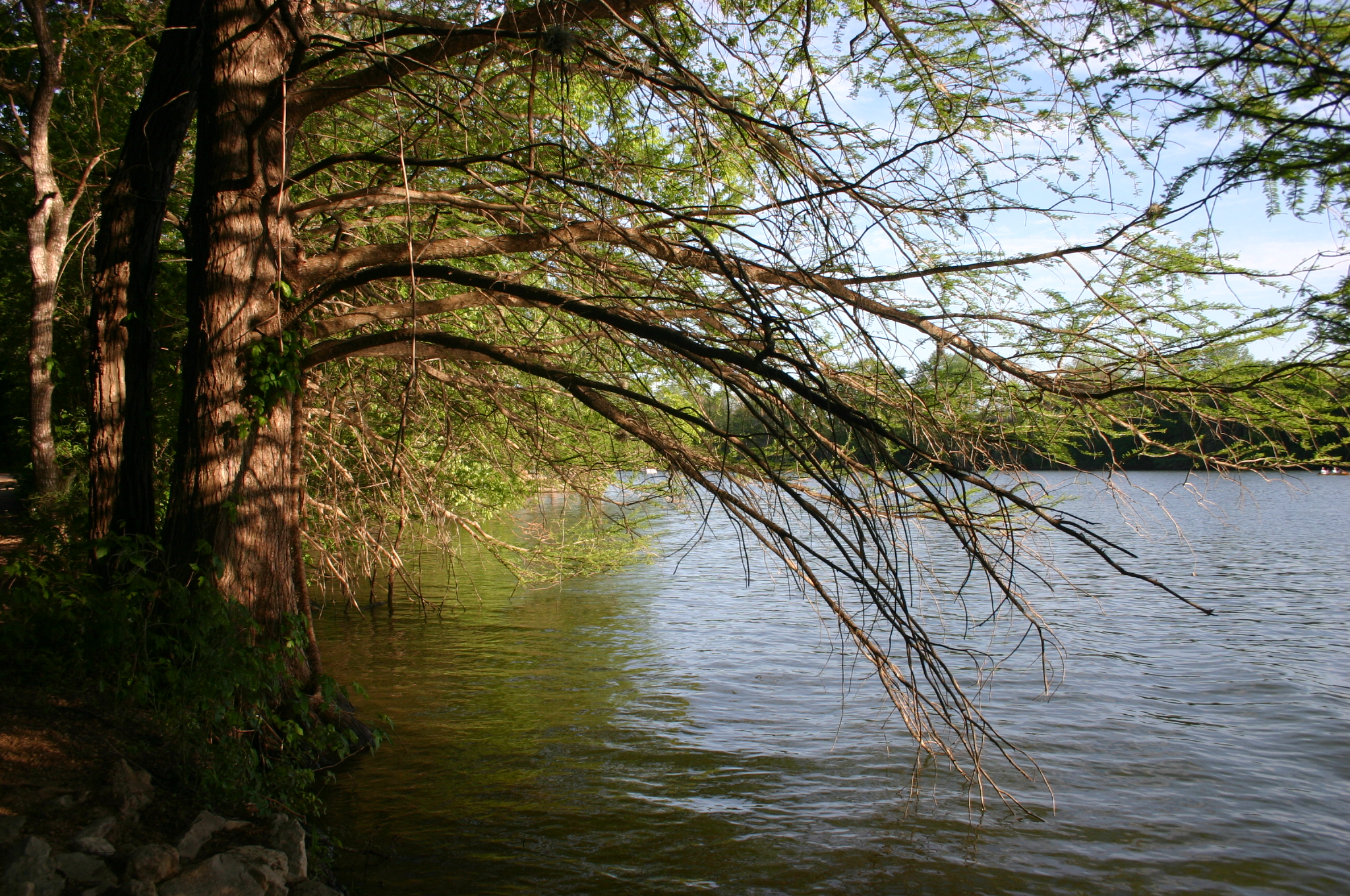
L'auto-élagage structure la forme globale de l'arbre, en fonction de l'accès à la lumière.

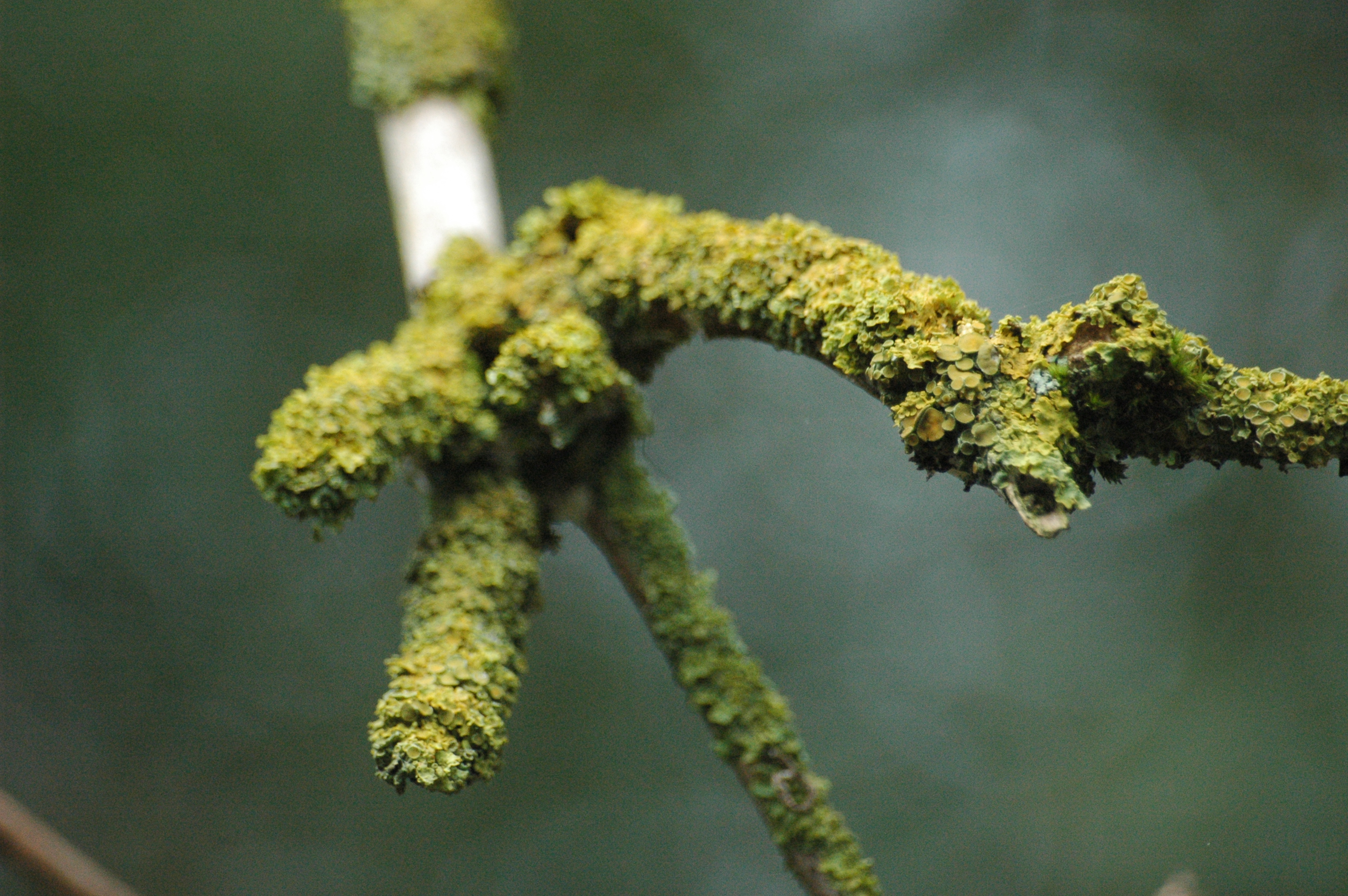
Les branches vivantes puis mortes supportent généralement une communauté communauté épiphyte, ici par exemple essentiellement composée de lichens (association symbiotique d'une algue et d'un champignons qui ne pourraient vivre séparément dans ce milieu. Les branches permettent ainsi à la vie de mieux coloniser l'atmosphère en y exploitant la lumière, les gaz et les particules. La dispersion des spores de ces espèces en est également facilitée. Ces lichens sont aussi des bioindicateurs.

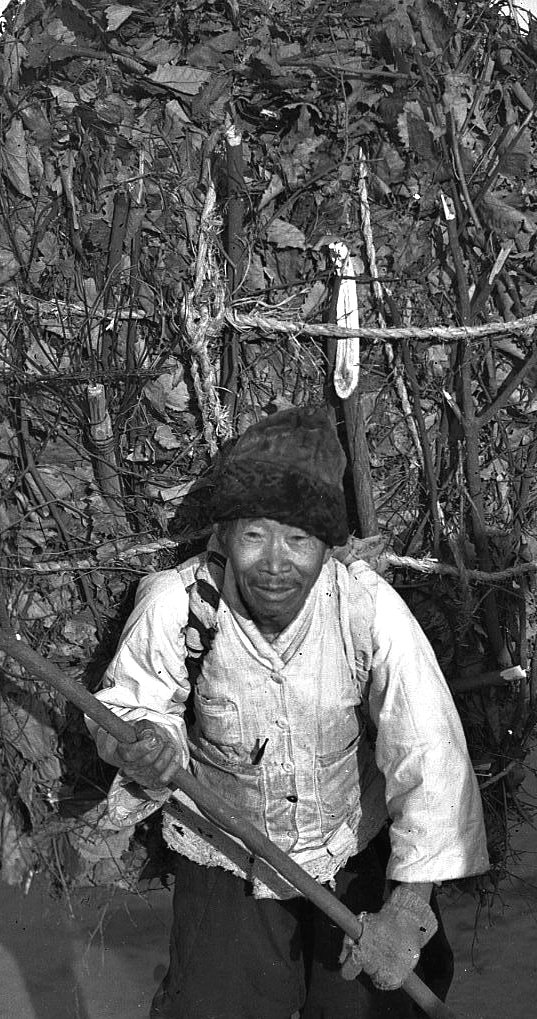
Récolte en vrac (et non en fagots) de petites branches (avec leurs feuilles) comme petit bois de feu ou comme fourrage, en Corée, 1945.
Au-delà d'un certain seuil, si la récolte est fréquente ou intense sur le même site, elle contribue à la surexploitation.

Une branche est la partie du houppier, plusieurs fois subdivisées (jusqu'aux rameaux et brindilles), qui dérive du tronc et porte les organes photosynthétiques de l'arbre (feuilles chez les feuillus, et aiguilles qui remplacent les feuilles chez les conifères / résineux).
La branche maîtresse ou branche charpentière est une branche émanant du tronc et soutenant une partie du houppier, l'adjectif de charpentière faisant référence à son utilisation pour les charpentes.
Chez la plupart des espèces et familles d'arbres, les branches ont une forme, couleur et structure d'écorce propre. 
Comme sur le tronc, l'écorce évolue (couleur et texture avec l'âge de la branche)
Les arbres se débarrassent de leurs branches devenues inutiles ou situées dans une zone manquant de lumière par un phénomène naturel dit d'autoélagage. 
Tout au long de la vie d'un arbre, des branches mortes tombent ainsi au sol, dont consommées et dégradées par des communautés saproxylophages. Elles constituent peu à peu l'humus forestier.
Chez de nombreuses des espèces d'arbres, notamment en forêt, les branches semblent capables de détecter la proximité d'autres branches. 
La croissance de la branche est alors stoppée, ce qui participe à ce que Francis Hallé appelle le « phénomène de timidité des arbres » ;
En sylviculture et exploitation forestière, les expressions « ébranchage », « émondage », « élagage » ou « taille », expriment toutes plus ou moins l'action de débarrasser un tronc de ses branches. L'élagage naturel est le processus de destruction progressive, sans intervention humaine des branches d'un arbre, en raison d'événements climatiques, par manque de lumière ou d'eau, par l'action de champignons xylophages, et qu'il faut distinguer de élagage artificiel. « Ébrancheuse » désigne une série de machines de foresterie destinées à faciliter l'ébranchage.

## Branches comme support et facteur de biodiversité
Dans toutes les zones où l'hygrométrie et la température le permettent, les branches d'arbres, comme les troncs et parfois même les feuilles sont colonisées par des communautés épiphytes plus ou moins riches et importantes. 
Ces communautés sont constituées de plantes mousses et fougères, algues et communautés bactériennes (cyanophycées notamment), ainsi que des lichens. Les branches supportent quelques espèces parasites (gui par exemple). Les lianes utilisent aussi les branches comme support. Elles facilitent souvent la circulation de la faune (micro-mammifères, insectes) du sol vers la canopée. 
Les branches vivantes et surtout mortes sont colonisées par des champignons. Chaque branche est ainsi support de biodiversité.
Elles jouent aussi un rôle important en supportant de nombreux nids d'oiseaux, dont certains sont eux-mêmes entièrement réalisés en branchettes, et en offrant un habitat à de nombreux animaux, dont notamment des mammifères tels qu'écureuils ou singes arboricoles.
De plus, selon des découvertes datant des années 1980 mais initialement mal comprises, les grosses branches d'arbres âgés (des branches maîtresses aux rameaux) peuvent chacune porter un patrimoine génétique différent, comme si chaque branche maîtresse était en quelque sorte un arbre différent, selon Francis Hallé. Ces découvertes ouvrent des perspectives nouvelles qui bouleversent la compréhension de la génétique forestière, l'évolution chez les arbres et les mécanismes et voies de sélection naturelle qui semblent désormais très différents de ce que l'on connait du monde animal, probablement en raison du fait que l'arbre, à la différence de la plupart des animaux, ne peut se déplacer pour échapper à ses prédateurs et pathogènes. 
Chez certaines espèces (dont des essences pionnières telles que le saule et le peuplier dans l'hémisphère Nord), les branches cassées et tombées au sol ou dans l'eau peuvent spontanément et facilement produire des racines et donner naissance à un nouvel arbre. Ce sont des « propagules » qui jouent un rôle important pour la colonisation forestière, la régénération naturelle des forêts. Les inondations et crues peuvent les transporter sur de grandes distances, ce qui contribue à la circulation des gènes, du haut vers le bas des bassins versants.

## Valorisation économique
Les grosses branches de bois dur (chêne généralement) aux formes naturellement arrondies étaient autrefois recherchées par les « charpentiers de marine » pour former des étraves, quilles ou proues plus solides (bois de marine en charpenterie navale), et par les charpentiers pour certaines pièces de charpente (bois tors en charpenterie ordinaire).
Des branches mortes ou rémanents issues de houppier d'arbres abattus, ou issues de chablis ou de branches cassées par le vent étaient traditionnellement pour partie récoltées pour former des fagots servant en boulangerie ou à la maison comme petit bois de feu. 
En Europe, dans les bois, les branches mortes ou issues de coupes d'éclaircies, d'élagage, ou issues du houppier d'arbres coupés étaient pour tout ou partie vendues ou récupérées. Cette pratique est encore fréquente dans les pays pauvres et secs où le bois de feu manque, mais elle a pour effet d'appauvrir et dégrader les sols forestiers. 
Dans les années 2000, la filière bois et surtout la filière bois-énergie a en France récemment encouragé le retour — mais de manière industrielle et mécanisée — de la récolte des rémanentes dans les sous-bois, avec publication d'une étude et d'un « guide sur la récolte raisonnée des rémanents », rapidement remis en cause par l'Ademesuite à des études complémentaires montrant ou confirmant qu'on avait sous-estimé les risques de surexploitation d'altération des sols et de l'écosystème forestier par une récolte excessive ou dans tous les cas sur les sols pauvres et acides. Dans de nombreux cas, selon l'Ademe, cette récolte ne serait durables qu'avec une seule récolte dans la révolution du peuplement, et avec une « fertilisation compensatoire » et/ou le « retour des cendres des chaudières bois dans la forêt pour ramener en forêt les éléments minéraux exportés, surtout sur sol sensible », ce qui limite l'intérêt économique et sylvicole de ce type de récolte, notamment dans la perspective d'une gestion durable des forêts. D'autant plus que dans le même temps, d'autres études confirmaient ou démontraient l'importance des petits bois morts dans la canopée et/ou au sol pour une partie des communautés saproxyliques et de la biodiversité forestière qui en dépendent. L'Ademe estime qu'on manque de données pour mesurer finement les impacts de la récolte des rémanents en termes de « flux du cycle biogéochimique (altération, drainage, apports…) ».
Les branches de certaines espèces (frêne par exemple en Europe) étaient autrefois aussi récoltées comme fourrages pour certaines animaux domestiques (chèvres, vaches, cochons) et des rameaux pouvaient être utilisés comme balais (genêt).
Les arbres taillés en têtard produisent en quelques années des tiges (droite dans le cas du saule) plus faciles à récolter, les branches coupées lors de l'entretien du bocage ou de haies éparses, les branches des haies prennent valeur de clôture. Par la technique traditionnelle du « plessage », les branches de haies (« plessées ») étaient entrelacées et parfois soudées entre elles pour rendre la haie plus solidement fermée au passage de gros animaux.
Aujourd'hui les produits de « tailles de haies » peuvent aussi être utilisés ou vendus comme « bois raméal fragmenté » (BRF).